# Zara Larsson

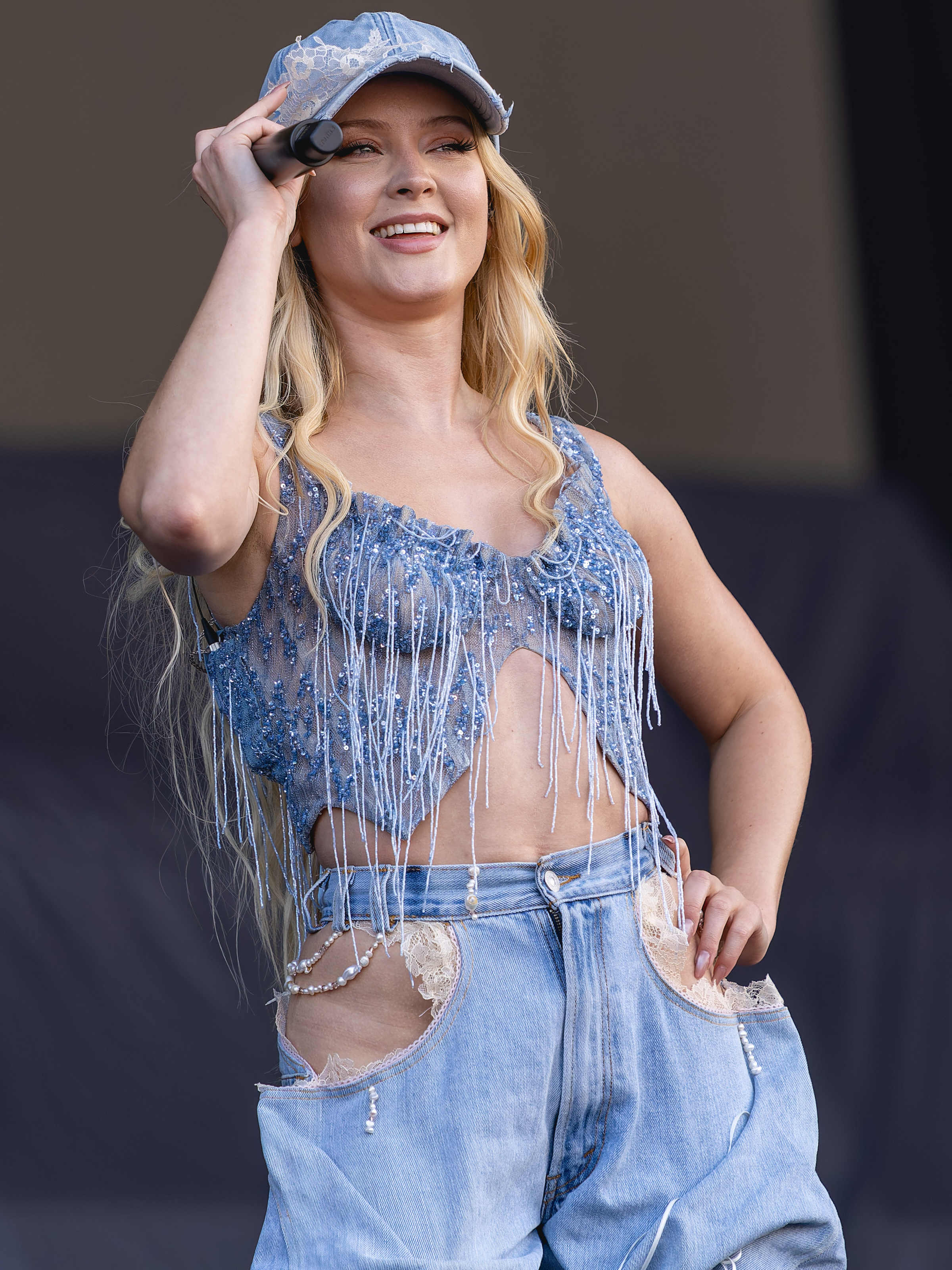
Isle of Wight Festival (2024)

Zara Maria Larsson (* 16. Dezember 1997 in Solna) ist eine schwedische Popsängerin. Bekannt wurde Larsson 2008, als sie Talang – die schwedische Version von Got Talent – gewann. Sie steht bei TEN Music Group, einem schwedischen Sublabel von Universal Music Group, und bei Epic Records unter Vertrag.

## Leben
Zara Larsson wuchs als Tochter eines Soldaten und einer Krankenschwester im Stockholmer Stadtbezirk Enskede-Årsta-Vantör auf. Sie hat eine drei Jahre jüngere Schwester. Larsson ging auf die Schule in Gubbängen im Stadtbezirk Farsta, bevor sie in der dritten Klasse zur Ballettausbildung an die Königliche Schwedische Ballettschule (Kungliga Svenska Balettskolan) wechselte. Sie begann früh mit dem Gesang, aber entschied sich dagegen, an die Adolf-Friedrich-Musikschule (Adolf Fredriks musikklasser) zu gehen, da sie sich mit Chorgesang nicht wohl fühlte. Als sie in der neunten Klasse auf die Kulturama-Kunstschule wechselte, wurde sie sich nach eigener Angabe der Welt, sozialer Fragen und geschlechtsspezifischer Muster bewusster.

## Karriere

### 2007–2011: Karrierebeginn

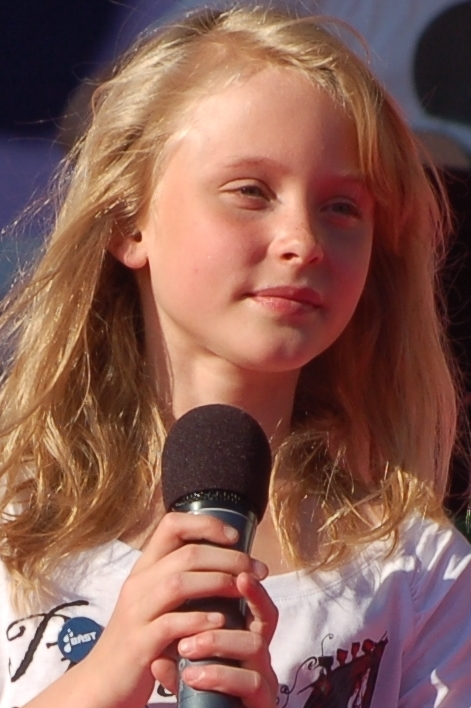
Zara Larsson (2008)

Nachdem Larsson bereits in ihrer frühen Kindheit Gefallen am Gesang gefunden hatte, meldete ihre Mutter sie für den Talang 2007 an. Im Laufe des Wettbewerbs coverte sie Whitney Houstons Lieder The Greatest Love of All und One Moment in Time, im Finale trat sie mit einer Coverversion von My Heart Will Go On von Céline Dion an. Dort setzte sie sich gegen die sieben weiteren Finalisten durch und gewann den Wettbewerb. Sie gewann damit ein Preisgeld in Höhe von 500.000 schwedischen Kronen (entspricht 44.700 €),  ihre Version von My Heart Will Go On wurde später als Debütsingle herausgebracht. Ein Video ihres Finalauftritts zählte auf YouTube bis März 2021 über 15 Millionen Klicks.

### 2012–2014: Durchbruch mit dem Album1
Nach fünf Jahren ohne Veröffentlichungen erschien im Januar 2013 Zara Larssons Debüt-EP Introducing. Der erste Song darauf, Uncover, der bereits am 9. Dezember 2012 Premiere bei YouTube gehabt hatte, belegte Platz eins in den schwedischen und norwegischen Charts. Nach einigen Wochen erreichte der Song in Schweden Platin-Status, später auch in Norwegen. In Schweden verbuchten mit When Worlds Collide, It’s a Wrap und Under My Shades noch drei weitere Lieder der EP einen Platz in der Sverigetopplistan. Am 28. August 2013 gewann Larsson zwei Preise bei der Rockbjörnen-Verleihung im Gröna Lund: „Durchbruch des Jahres“ und „Live-Künstlerin des Jahres“. Damit wurde sie als Fünfzehnjährige die jüngste Künstlerin, die zwei Preise bei dieser Verleihung gewann. Larssons Reaktion lautete: „Es ist total verrückt. Total verrückt. Ich bin sprachlos. Ich hätte nie gedacht, dass ich beide gewinnen würde. Es gibt so viel, was man sagen will. Es ist riesig für mich. Meine ersten Preise überhaupt! Und es gibt keine Jury, die gewählt hat, sondern die Leute, die meiner Musik zugehört haben, haben abgestimmt. Ich bin so verdammt glücklich.“

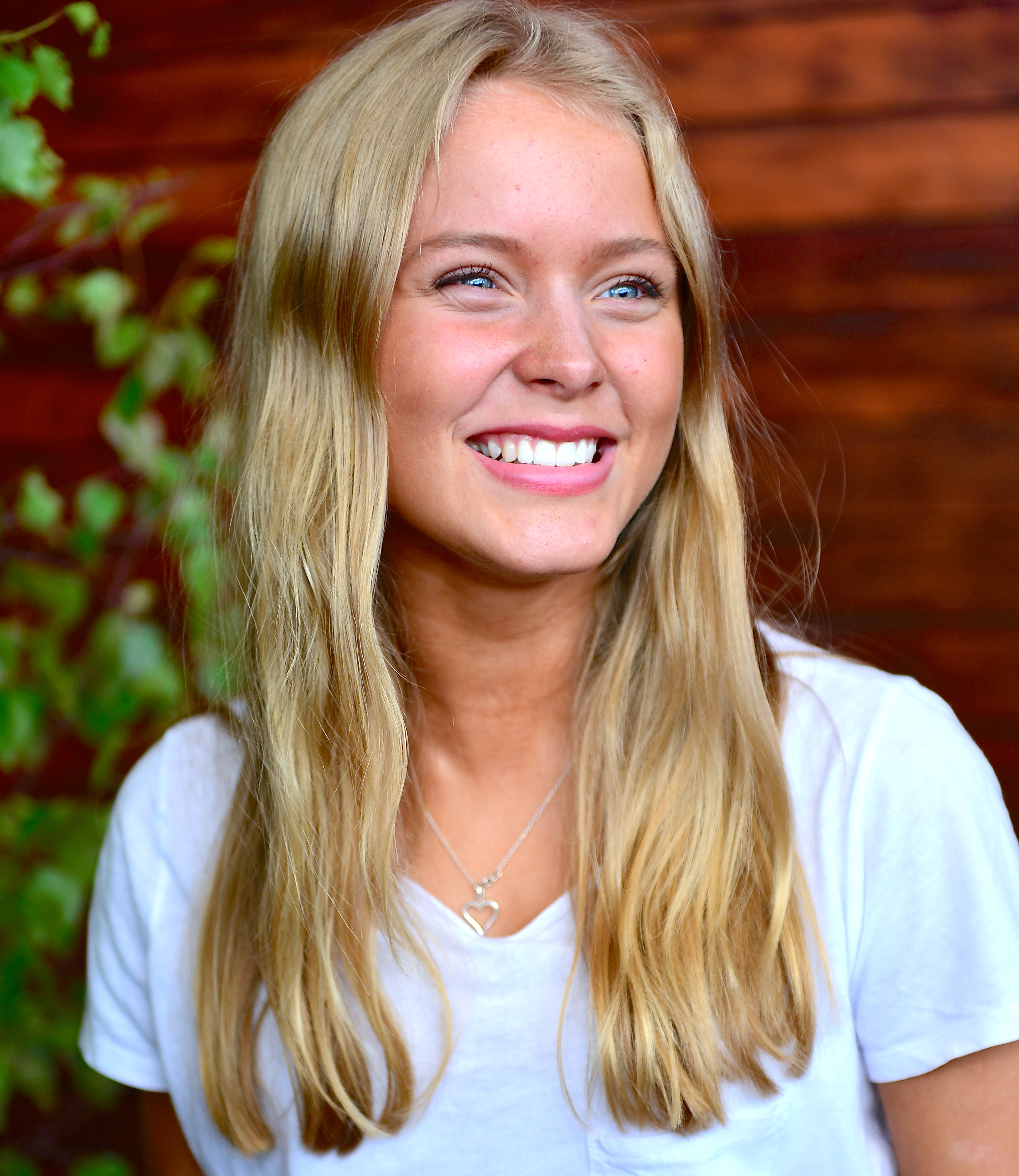
Larsson während des Allsång på Skansen 2013

Am 27. März 2013 wurde Larssons nächste EP durch eine Vorschau des Lieds She’s Not Me (Pt. 1) enthüllt. Die EP Allow Me to Reintroduce Myself wurde am 5. Juli 2013 veröffentlicht und enthält fünf Songs. Die Doppelsingle She’s Not Me (bestehend aus She’s Not Me (Pt. 1) und She’s Not Me (Pt. 2)) wurde bereits am 25. Juni 2013 veröffentlicht. Im Mai 2014 gab Larsson ihre Single Carry You Home heraus, die es auf den dritten Platz in den schwedischen Charts schaffte und somit ihr größter Erfolg in Schweden seit Uncover wurde. Im September 2014 erschien ihre neue Single Rooftop, die auch auf ihrem am 1. Oktober 2014 veröffentlichten Debütalbum 1 steht. Das Album erreichte ein Jahr später Platin-Status in Schweden.

### 2015–2019:So Goodund internationaler Erfolg
In den deutschsprachigen Ländern erlangte sie im Jahr 2015 Bekanntheit mit dem Erfolg ihrer Single Lush Life. Das Lied wurde in Schweden ihr zweiter Nummer-eins-Hit und erhielt Neunfachplatin. Es erreichte die Top 5 in Australien (Platz 4), Belgien (Flandern Platz 2), Dänemark (Platz 2), Deutschland (Platz 4), im Vereinigten Königreich (Platz 3), Irland (Platz 2), den Niederlanden (Platz 3), Norwegen (Platz 2), Österreich (Platz 4) und der Schweiz (Platz 3). Im Vereinigten Königreich war es zugleich die Zusammenarbeit mit dem britischen Sänger und Produzenten MNEK und der Single Never Forget You, die beiden Interpreten im Herbst 2015 die erste Platzierung in den britischen Top 5 einbrachte.
Im Februar 2016 veröffentlichte der britische Künstler Tinie Tempah zusammen mit Larsson den Song Girls Like. Im selben Jahr präsentierte sie in Zusammenarbeit mit dem DJ und Musikproduzenten David Guetta die Hymne zur Fußball-Europameisterschaft 2016 mit dem Titel This One’s For You. Vor Beginn des EM-Finales Frankreich–Portugal am 10. Juli 2016 präsentierten die beiden Musiker die Hymne auf einer Live-Bühne im Stade de France in Saint-Denis. Am 1. September 2016 veröffentlichte Larsson ihre neue Single Ain’t My Fault. Larsson wurde am 22. Oktober 2016 vom Nachrichtenmagazin Time zu einer der 30 einflussreichsten Teenager ernannt. Am 11. November 2016 veröffentlichte Larsson I Would Like als Werbe-Single für ihr bevorstehendes Album.
Im Januar 2017 veröffentlichte Larsson zusammen mit dem US-amerikanischen Rapper Ty Dolla $ign die Single So Good, die als fünfte Single auf ihrem zweiten, gleichnamigen Album erschien. Das Album wurde am 17. März 2017 veröffentlicht und enthält neue Zusammenarbeit mit dem nigerianischen Musiker WizKid und der britischen Elektropopband Clean Bandit, nämlich die Lieder Sundown beziehungsweise Symphony. Der letztgenannte Song wurde am selben Tag als Single veröffentlicht und wurde Larssons fünfter Nummer-eins-Hit in Schweden und ihr erster im Vereinigten Königreich. Das Album wurde ihr zweites Nummer-eins-Album in Schweden und erreichte in Australien, Dänemark, Finnland, Neuseeland, den Niederlanden, Norwegen und dem Vereinigten Königreich einen Platz in den Top 10.

### 2018–2022:Poster Girl

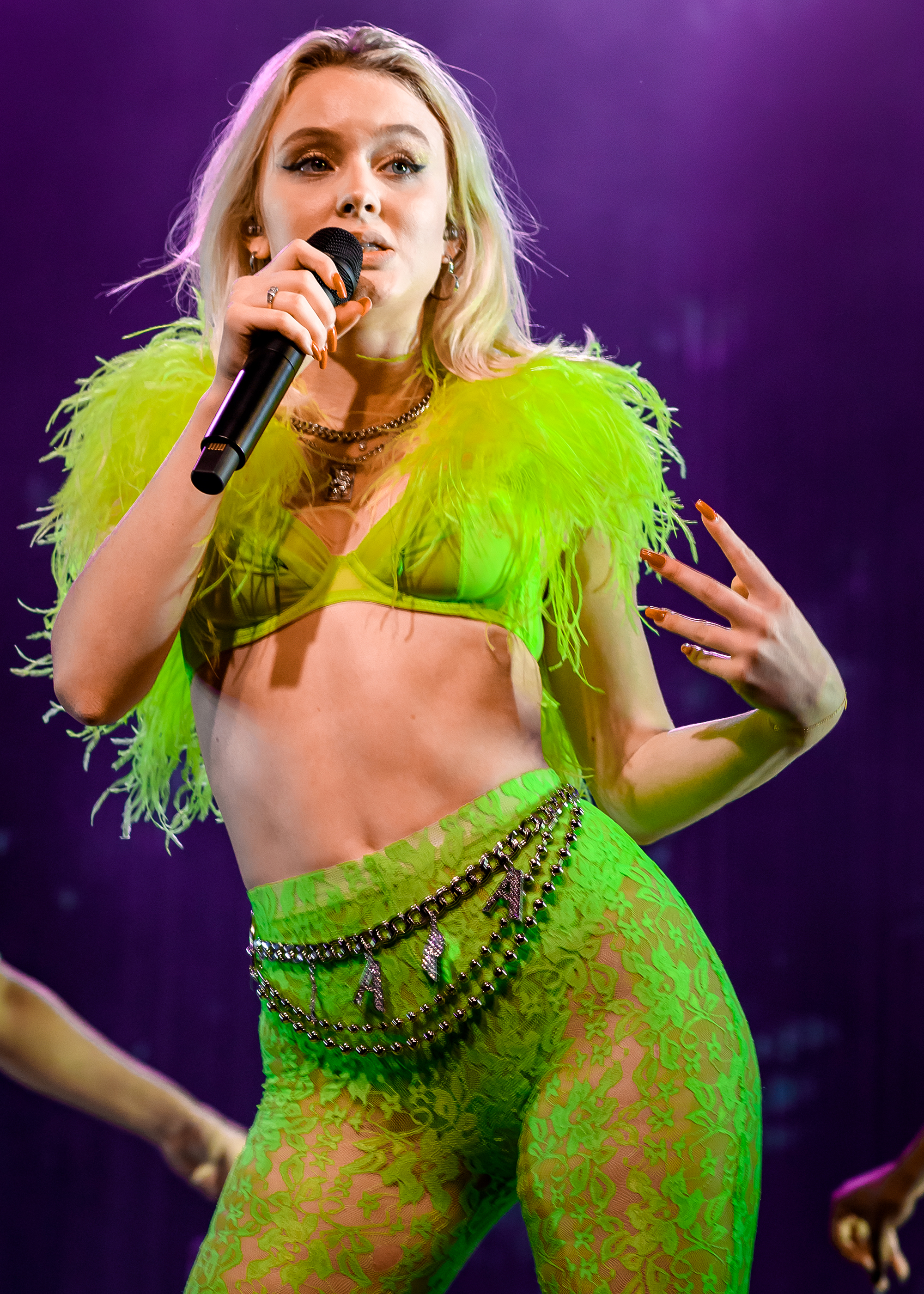
Zara Larsson (2019)

Die Single Ruin My Life – veröffentlicht am 23. Oktober 2018 – konnte sich in Deutschland, Österreich, der Schweiz und weiteren Ländern einen Platz in den Charts sichern, in Schweden und Norwegen erreichte sie sogar Platin bzw. Doppelplatin. Nach EP-Veröffentlichung fand sie zusätzlich einen Platz in Poster Girl womit dieser Song als der Erstveröffentlichte des folgenden Albums angesehen werden kann. Noch vor dem eigentlichen Album Release von Poster Girl wurden Love Me Land (10. Juli 2020), oder WOW (22. Oktober 2020) veröffentlicht. Talk About Love, der erste Song des neuen Albums feierte am 8. Januar 2021 auf YouTube Premiere und wurde mit dem US-amerikanischen Rapper Young Thug aufgenommen.
Der am 27. März 2020 veröffentlichte Song Like It Is, welcher zusammen mit dem norwegischen DJ und Produzenten Kygo sowie dem US-Rapper Tyga entstanden ist, ist hingegen nicht auf Larssons Album, aber auf Kygos drittem Studioalbum Golden Hour enthalten.
Am 8. Januar 2021 veröffentlichte Larsson auf ihrer Instagram-Seite das Release-Datum ihres nächsten Studioalbums Poster Girl, welches am 5. März 2021 erschien. Unter dem Post titelt sie: „I’m so proud of this baby, so thankful for every single producer and writer who helped me craft my international sophomore project“. Der Begriff „Sophomore“ findet im US-amerikanischen Schulsystem Anwendung und steht dort für das zweite Jahr. Es ist evtl. davon auszugehen, dass sie sich in ihrer Bildunterschrift lediglich auf die international veröffentlichten Alben konzentrierte – das Album 1 hingegen wurde nur skandinavischen Staaten veröffentlicht.
Zum Internationalen Frauentag 2021, am 8. März, veranstaltete Larsson in Kooperation mit der schwedischen Möbelhauskette IKEA ein Onlinekonzert auf der Webvideoplattform YouTube. Bei dem Konzert wurden einige ihrer neu veröffentlichten Songs aufgeführt. Es waren keine Fans zugelassen, jedoch wurde der Livestream drei Wochen nach dem Konzert bereits über 800.000 Mal geklickt.
Das Album Poster Girl besteht aus zwölf Songs, in einer Exklusiv-Version sind zwei weitere Songs enthalten. Neben dieser Exklusiv-Version wurde am 21. Mai 2021 die Summer edition veröffentlicht. Hier sind u. a. die Neuerscheinungen Morning und Last Summer enthalten.
Der Song Words wurde am 22. April 2022 veröffentlicht.

### 2023–2024:Venus
2023 war sie mit der Single Can't Tame Her erfolgreich. Das Musikvideo zu dem Lied wurde in Prag unter der Regie von Julien Malegue und Antoine Mayet gedreht, die Choreographie in dem Video stammt von JaQuel Knight.
Im November 2023 gab sie den Release ihres nächsten Albums mit dem Titel Venus bekannt. Außerdem plante sie eine Tour, in der sie unter anderem auch in deutschen Städten spielt.
Im Jahr 2024 veröffentlichte sie schließlich am 9. Februar 2024 ihr 12 Songs zählendes, viertes Studioalbum mit dem Titel Venus. Darauf enthalten sind auch zuvor veröffentlichte Songs wie Can't Tame Her oder You Love Who You Love.

## Privatleben
Larsson führte von 2013 bis 2016 eine offene Beziehung mit dem Sänger Ludwig Kronstrand von der Gruppe Hov1. Sie trennten sich Ende 2016. Im folgenden Jahr lernte sie das britische Model Brian Whittaker kennen. Das Paar trennte sich nach persönlichen Problemen und Beziehungsschwierigkeiten im Sommer 2019.
Im Februar 2021 gab die Sängerin bekannt, dass sie seit etwa einem Jahr mit dem Tänzer und Model Lamin Holmén liiert ist.

## Diskografie
Studioalben

| Jahr | Titel Musiklabel                                   | Höchstplatzierung, Gesamtwochen, AuszeichnungChartplatzierungen (Jahr, Titel, Musiklabel, Platzierungen, Wochen, Auszeichnungen, Anmerkungen) | Höchstplatzierung, Gesamtwochen, AuszeichnungChartplatzierungen (Jahr, Titel, Musiklabel, Platzierungen, Wochen, Auszeichnungen, Anmerkungen) | Höchstplatzierung, Gesamtwochen, AuszeichnungChartplatzierungen (Jahr, Titel, Musiklabel, Platzierungen, Wochen, Auszeichnungen, Anmerkungen) | Höchstplatzierung, Gesamtwochen, AuszeichnungChartplatzierungen (Jahr, Titel, Musiklabel, Platzierungen, Wochen, Auszeichnungen, Anmerkungen) | Höchstplatzierung, Gesamtwochen, AuszeichnungChartplatzierungen (Jahr, Titel, Musiklabel, Platzierungen, Wochen, Auszeichnungen, Anmerkungen) | Höchstplatzierung, Gesamtwochen, AuszeichnungChartplatzierungen (Jahr, Titel, Musiklabel, Platzierungen, Wochen, Auszeichnungen, Anmerkungen) | Höchstplatzierung, Gesamtwochen, AuszeichnungChartplatzierungen (Jahr, Titel, Musiklabel, Platzierungen, Wochen, Auszeichnungen, Anmerkungen) | Anmerkungen                                               |
| Jahr | Titel Musiklabel                                   | DE | AT | CH | UK | US | NO | SE | Anmerkungen                                               |
| ---- | -------------------------------------------------- | --- | --- | --- | --- | --- | --- | --- | --------------------------------------------------------- |
| 2014 | 1 Record Company TEN (UMG)                         | — | — | — | — | — | NO28 (1 Wo.)NO | SE1 Platin · (50 Wo.)SE | Erstveröffentlichung: 1. Oktober 2014 Verkäufe: + 50.000  |
| 2017 | So Good Epic Records • Record Label TEN (Sony)     | DE29 (3 Wo.)DE | AT28 (1 Wo.)AT | CH15 (5 Wo.)CH | UK7 Platin · (53 Wo.)UK | US26 Platin · (23 Wo.)US | NO2 ×6Sechsfachplatin · (71 Wo.)NO | SE1 ×2Doppelplatin · (71 Wo.)SE | Erstveröffentlichung: 17. März 2017 Verkäufe: + 1.910.000 |
| 2021 | Poster Girl Epic Records • Record Label TEN (Sony) | — | — | CH67 (1 Wo.)CH | UK12 (1 Wo.)UK | US170 (1 Wo.)US | NO11 (4 Wo.)NO | SE3 Gold · (32 Wo.)SE | Erstveröffentlichung: 5. März 2021 Verkäufe: + 125.000    |
| 2024 | Venus Epic Records (Sony)                          | DE71 (1 Wo.)DE | AT63 (1 Wo.)AT | CH31 (1 Wo.)CH | UK15 (2 Wo.)UK | — | NO4 (7 Wo.)NO | SE3 Gold · (27 Wo.)SE | Erstveröffentlichung: 9. Februar 2024 Verkäufe: + 15.000  |

## Filmografie
- 2024: Ein Teil von dir (En del av dig)

## Auszeichnungen
- ASCAP London Awards
  - 2017: Gewonnen in der Kategorie Top EDM Song (Never Forget You mit MNEK)
  - 2017: Gewonnen in der Kategorie Winning Song (Never Forget You mit MNEK)
- Bambi Awards
  - 2023: Gewonnen in der Kategorie Music International
- BBC Radio 1's Teen Awards
  - 2017: Nominiert in der Kategorie Most Entertaining Celebrity
- Big Apple Music Awards
  - 2017: Nominiert in der Kategorie Best Swedish Act
- Blog Awards
  - 2014: Gewonnen in der Kategorie Best Blogger Artist
  - 2014: Gewonnen in der Kategorie Best Celebrity
- BMI London Awards
  - 2017: Gewonnen in der Kategorie Winning Song (Lush Life)

- Bravo Otto
  - 2016: Bronze in der Kategorie Super Female Singer

- BRIT Awards
  - 2017: Nominiert in der Kategorie Britische Single des Jahres (Girls Like)
  - 2017: Nominiert in der Kategorie Britisches Video (Girls Like)
  - 2018: Nominiert in der Kategorie Britische Single des Jahres (Symphony)
  - 2018: Nominiert in der Kategorie Britisches Video (Symphony)
- Capricho Awards
  - 2016: Nominiert in der Kategorie Revelation of the Year
  - 2017: Gewonnen in der Kategorie International Revelation of the Year
- DAF Bama Music Awards
  - 2016: Gewonnen in der Kategorie Best Song (Lush Life)
  - 2016: Nominiert in der Kategorie Best New Artist
  - 2017: Nominiert in der Kategorie Best Swedish Female Act
  - 2017: Nominiert in der Kategorie Best Album (So Good)
  - 2017: Nominiert in der Kategorie Best Song (Symphony)
- GAFFA Awards
  - Dänemark
    - 2017: Nominiert in der Kategorie Best Foreign Album (So Good)
    - 2017: Nominiert in der Kategorie Best Foreign Act

  - Norwegen
    - 2017: Nominiert in der Kategorie Best Foreign Album (So Good)
    - 2017: Nominiert in der Kategorie Best Foreign Act

  - Schweden
    - 2014: Nominiert in der Kategorie Best Pop Act
    - 2014: Nominiert in der Kategorie Best Swedish Solo Act
    - 2014: Nominiert in der Kategorie Best Swedish Breakthrough
    - 2014: Nominiert in der Kategorie Best Swedish Song (Rooftop)
    - 2015: Gewonnen in der Kategorie Best Swedish Song (Lush Life)
    - 2016: Gewonnen in der Kategorie Best Swedish Solo Act
    - 2018: Gewonnen in der Kategorie Best Swedish Solo Act
    - 2018: Nominiert in der Kategorie Best Swedish Live Act
    - 2018: Gewonnen in der Kategorie Best Swedish Album (So Good)
    - 2018: Gewonnen in der Kategorie Best Swedish Song (Symphony)
    - 2019: Nominiert in der Kategorie Best Swedish Song (Ruin My Life)
    - 2020: Nominiert in der Kategorie Best Swedish Solo Act
    - 2020: Nominiert in der Kategorie Best Swedish Song (Don't Worry Bout Me)
    - 2021: Nominiert in der Kategorie Best Swedish Song (Love Me Land)
- Gaygalan Awards
  - 2014: Nominiert in der Kategorie Best Swedish Song of the Year (Uncover)
  - 2016: Nominiert in der Kategorie Artist of the Year
  - 2016: Nominiert in der Kategorie Hetero of the Year
  - 2017: Nominiert in der Kategorie Best Swedish Song of the Year (Aint’ my Fault)
  - 2017: Nominiert in der Kategorie Hetero of the Year
  - 2018: Nominiert in der Kategorie Best Swedish Song of the Year (Only You)
  - 2018: Gewonnen in der Kategorie Best International Song of the Year (Symphony)
  - 2019: Nominiert in der Kategorie Song of the Year (Ruin My Life)
  - 2021: Nominiert in der Kategorie Song of the Year (Säg mig var du står)
- Global Awards
  - 2019: Nominiert in der Kategorie Social Media Superstar

- Grammis
  - 2014: Nominiert in der Kategorie Lied des Jahres (Uncover)
  - 2015: Nominiert in der Kategorie Lied des Jahres (Carry You Home)
  - 2016: Nominiert in der Kategorie Künstler des Jahres
  - 2016: Nominiert in der Kategorie Lied des Jahres (Lush Life)
  - 2017: Gewonnen in der Kategorie Künstler des Jahres
  - 2017: Nominiert in der Kategorie Lied des Jahres (Ain’t My Fault)
  - 2018: Gewonnen in der Kategorie Album des Jahres (So good)
  - 2018: Gewonnen in der Kategorie Künstler/in des Jahres
  - 2018: Gewonnen in der Kategorie Lied des Jahres (Only You)
  - 2018: Nominiert in der Kategorie Pop des Jahres
  - 2019: Nominiert in der Kategorie Lied des Jahres (Ruin My Life)
  - 2022: Nominiert in der Kategorie Pop Künstler/in des Jahres (Poster Girl)
- Goya Awards
  - 2019: Nominiert in der Kategorie Best Original Song (Invisible)
- Guldtuben
  - 2016: Nominiert in der Kategorie Artist of the Year
- Hollywood Music in Media Awards
  - 2019: Nominiert in der Kategorie Best Original Song in an Animated Film (Invisible)
- iHeartRadio Music Awards
  - 2017: Nominiert in der Kategorie Best Cover Song (Too Good)
- Latin American Music Awards
  - 2016: Nominiert in der Kategorie Favorite Dance Song (Never Forget You)
- Latin Music Italian Awards
  - 2016: Nominiert in der Kategorie Best International Female Artist
- MOBO Awards
  - 2016: Nominiert in der Kategorie Best Song (Girls Like)

- MTV Europe Music Awards
  - 2015: Nominiert in der Kategorie Bester Push-Act
  - 2015: Nominiert in der Kategorie Bester schwedischer Act
  - 2016: Gewonnen in der Kategorie Bester Newcomer
  - 2016: Nominiert in der Kategorie Bester schwedischer Act
  - 2020: Gewonnen in der Kategorie Bester nordischer Act
  - 2021: Nominiert in der Kategorie Bester nordischer Act
  - 2023: Nominiert in der Kategorie Bester nordischer Act
- MTV Italian Music Awards
  - 2017: Nominiert in der Kategorie Best Artist from the World

- MTV Video Music Awards
  - 2016: Nominiert in der Kategorie Bester neuer Künstler
- MTV Video Play Awards
  - 2016: Gewonnen in der Kategorie Winning Video (Lush Life)
- Musikexportpriset
  - 2016: Gewonnen in der Kategorie Special Mention
  - 2017: Nominiert in der Kategorie Special Mention
- Musikförläggarnas Pris
  - 2016: Gewonnen in der Kategorie Breakthrough of the Year
  - 2016: Gewonnen in der Kategorie Song of the Year (Lush Life)
  - 2016: Gewonnen in der Kategorie Most streamed Song of the Year (Lush Life)
  - 2017: Gewonnen in der Kategorie Song of the Year (Aint’ my Fault)

- Nickelodeon Kids’ Choice Awards
  - 2014: Nominiert in der Kategorie Lieblingsstar Schweden
  - 2015: Nominiert in der Kategorie Lieblingsstar Schweden
  - 2016: Gewonnen in der Kategorie Lieblingsstar Schweden
  - 2017: Nominiert in der Kategorie Lieblingsstar Schweden
  - 2017: Nominiert in der Kategorie Lieblingsmusikstar
  - 2018: Gewonnen in der Kategorie Lieblingsstar Schweden
  - 2018: Nominiert in der Kategorie Lieblingsmusikstar
  - 2018: Nominiert in der Kategorie Lieblingsstar Norwegen
  - 2018: Nominiert in der Kategorie Lieblingsstar Dänemark
- NME Awards
  - 2017: Nominiert in der Kategorie Best New Artist

- NRJ Music Awards
  - 2016: Nominiert in der Kategorie Internationale Entdeckung des Jahres
  - 2016: Nominiert in der Kategorie Internationales Lied des Jahres (This One’s for You)

- P3 Guld
  - 2014: Nominiert in der Kategorie Lied des Jahres (Uncover)
  - 2015: Nominiert in der Kategorie Künstler des Jahres
  - 2016: Nominiert in der Kategorie Künstler des Jahres
  - 2016: Gewonnen in der Kategorie Lied des Jahres (Lush Life)
  - 2018: Nominiert in der Kategorie Album of the Year (So Good)
  - 2018: Nominiert in der Kategorie Song of the Year (Symphony)
  - 2018: Nominiert in der Kategorie Gold Microphone
  - 2019: Nominiert in der Kategorie Song of the Year (Ruin My Life)
  - 2021: Nominiert in der Kategorie Künstler des Jahres
- Radio Disney Music Awards
  - 2017: Nominiert in der Kategorie Best Dance Track (Never Forget You)

- Rockbjörnen
  - 2013: Gewonnen in der Kategorie Schwedischer weiblicher Künstler des Jahres
  - 2013: Gewonnen in der Kategorie Durchbruch des Jahres
  - 2014: Gewonnen in der Kategorie Schwedischer weiblicher Künstler des Jahres
  - 2015: Gewonnen in der Kategorie Schwedischer weiblicher Künstler des Jahres
  - 2015: Nominiert in der Kategorie Best Fans
  - 2016: Nominiert in der Kategorie Best Female Live Artist
  - 2016: Nominiert in der Kategorie Best Fans
  - 2017: Gewonnen in der Kategorie Best Female Live Artist
  - 2017: Nominiert in der Kategorie Best Fans
  - 2017: Gewonnen in der Kategorie Best Swedish Song of the Year (Only You)
  - 2018: Nominiert in der Kategorie Best Fans
  - 2018: Gewonnen in der Kategorie Best Female Live Artist
  - 2019: Nominiert in der Kategorie Best Fans
  - 2019: Nominiert in der Kategorie Best Female Live Artist
  - 2020: Nominiert in der Kategorie Best Foreign Song Of The Year (Like It Is)
  - 2021: Nominiert in der Kategorie Female Artist of the Year

- Rollers Music Awards
  - 2015: Nominiert in der Kategorie Best Ballad of the Year
- Scandipop Awards
  - 2013: Gewonnen in der Kategorie Scandipop’s Brightest New Hope
  - 2014: Nominiert in der Kategorie Best Female Artist
  - 2014: Gewonnen in der Kategorie Best New Artist
  - 2014: Gewonnen in der Kategorie Best Single From A New Artist (Uncover)
  - 2014: Nominiert in der Kategorie Best EP (Introducing)
  - 2015: Nominiert in der Kategorie Best Female Artist
  - 2015: Nominiert in der Kategorie Best Album (1)
  - 2015: Nominiert in der Kategorie Best Song Pop (Rooftop)
  - 2015: Nominiert in der Kategorie Best Ballad (Weak Heart)
  - 2016: Gewonnen in der Kategorie Best Female Artist
  - 2016: Nominiert in der Kategorie Best Song Pop (Lush Life)
  - 2016: Gewonnen in der Kategorie Best Video (Never Forget You)
  - 2017: Gewonnen in der Kategorie Best Female Artist
  - 2017: Gewonnen in der Kategorie Best Song Pop (Aint’ my Fault)
  - 2017: Gewonnen in der Kategorie Best Dance Pop Song (This One’s for You)
  - 2017: Gewonnen in der Kategorie Global Superstar
  - 2017: Gewonnen in der Kategorie Social Heroe of the Year
  - 2018: Gewonnen in der Kategorie Best Female Popstar
  - 2018: Gewonnen in der Kategorie Best Album (So Good)
  - 2018: Gewonnen in der Kategorie Best Dance Pop Song (Symphony)
  - 2019: Gewonnen in der Kategorie Pop Song of the Year (Ruin My Life)
  - 2020: Gewonnen in der Kategorie Best Pop Song (All the Time)
  - 2021: Gewonnen in der Kategorie Best Schlager Pop Song (Säg mig var du står)
- Spotify Awards
  - 2020: Nominiert in der Kategorie Most-Streamed EDM Female Artist
- Streamy Awards
  - 2017: Nominiert in der Kategorie Breakthrough Artist
- Sync Awards
  - 2016: Nominiert in der Kategorie Best Online / Viral Advert Song (Lush Life)
  - 2016: Gewonnen in der Kategorie International Breakout Project

- Teen Choice Awards
  - 2016: Nominiert in der Kategorie Internationaler Künstler
  - 2016: Nominiert in der Kategorie Lied bei Liebeskummer (Never Forget You)

- QX Gay Awards
  - 2014: Nominiert in der Kategorie Bestes schwedisches Lied des Jahres (Uncover)
  - 2016: Nominiert in der Kategorie Hetero des Jahres
  - 2016: Nominiert in der Kategorie Künstler des Jahres
- WDM Radio Awards
  - 2017: Nominiert in der Kategorie Best Global Track (This One’s for You)